# Gerlachshof
Der Gerlachshof war ein Wohnplatz in Wünsdorf, einem Ortsteil der Stadt Zossen im Landkreis Teltow-Fläming in Brandenburg.

## Geschichte
Der Ort wurde 1805 erstmals als Gerlachshof urkundlich erwähnt. Es bestand zunächst nur aus einem 1802 errichteten Vorwerk. Die Verwaltung lag beim Amt Zossen. 1811 erwarb die Gräfin von Mellin das Gut von Friedrich Wilhelm III., veräußerte es aber im Folgejahr bereits wieder an einen Kaufmann Samuel Geisler. Nach seinem Tod 1819 übernahm seine Frau das Gut. Ihr Schwager, Carl Geisler, erwarb das Anwesen, erweiterte es 1840 um ein Forsthaus und verkaufte es ein Jahr später an Ferdinand Ludwig Magnus. Im Jahr 1858 lebten dort 13 Personen. 1860 bestand das Vorwerk aus einem Wohnhaus sowie drei Wirtschaftsgebäuden.
Im Zuge der Errichtung eines Truppenübungsplatzes Wünsdorf in den Jahren 1909/1910 wurde der Ortsteil Zehrensdorf geräumt, nach dem Ersten Weltkrieg jedoch 1921 wieder besiedelt. Im Jahr 1925 lebten dort fünf Personen. 1927 kam das Vorwerk zum Gutsbezirk Zehrensdorf. Dieser wurde am 27. Dezember 1927 aufgelöst und das Vorwerk dabei eingemeindet. Aus diesem Jahr ist das Vorwerk mit einem Wohnhaus überliefert. Die Größe der Gemarkung wurde mit 5,8 Hektar angegeben. Ein Jahr später wurde der Gutsbezirk in die Gemeinde Zehrensdorf umgewandelt und 1935 endgültig geräumt.